# Lịch sử Tây Tạng (1950–nay)
| Lịch sử Tây Tạng |
| --- |
| Cổ đạiThời kỳ đồ đá mới Tượng Hùng ~500 TCN–645                                                                                       |
| Thổ Phồn 618–842Thời kỳ phân liệt 842–1253 Guge 1088–1630                                                                             |
| Thời kỳ các giáo phái thống trịSakyapa 1253–1358 ∟ thuộc Nguyên 1271–1354 Phagmodrupa 1354–1618 Rinpungpa 1435–1565 Tsangpa 1565–1642 |
| Chính quyền Ganden Phodrang 1642–1959Hãn quốc Khoshut 1642–1717 Tây Tạng thuộc Thanh 1720–1912 Tây Tạng 1912–1951                     |
| Cộng hòa Nhân dân Trung Hoa 1951–nayKhu tự trị Tây Tạng 1965–nay                                                                      |
| Xem thêm Quân chủ • Niên biểu • Phật giáo Tây Tạng Chính phủ lưu vong Tây Tạng                                                        |
| x t s |

Lịch sử Tây Tạng từ năm 1950 đến nay bắt đầu từ sau trận Qamdo năm 1950. Trước đó, Tây Tạng đã tuyên bố độc lập khỏi Trung Quốc vào năm 1913. Năm 1951, người Tạng ký Thỏa thuân mười bảy điểm tái khẳng định chủ quyền của Trung Quốc đối với Tây Tạng và tạo nên một khu vực tự trị do Dalai Lama lãnh đạo. Năm 1959, Dalai Lama thứ 14 đã phải chạy tị nạn tới Ấn Độ và thành lập Chính phủ lưu vong Tây Tạng. Khu tự trị Tây Tạng thuộc Trung Quốc chính thức được thành lập vào năm 1965 .

## 1950–1955: Bộ máy truyền thống
Năm 1949, nhận thấy Đảng Cộng sản đang giành quyền kiểm soát Trung Quốc, Kashag đã trục xuất tất cả những người Trung Quốc có liên quan tới chính phủ trước sự phản đối của cả Quốc dân Đảng và Đảng Cộng sản . Cả Trung Hoa Dân Quốc và Cộng hòa Nhân Dân Trung Hoa đều duy trì tuyên bố chủ quyền của Trung Quốc đối với Tây Tạng. Nhiều người cho rằng Tây Tạng không nên là một phần của Trung Quốc vì họ thường xuyên bị tấn công theo nhiều cách khác nhau. Tây Tạng trên thực tế đã luôn là một quốc gia độc lập trước năm 1951 .
Đảng Cộng sản Trung Quốc do Mao Trạch Đông lãnh đạo, sau khi lên nắm quyền vào tháng 10, đã không tốn nhiều thời gian để khẳng định sự hiện diện của Trung Quốc tại Tây Tạng. Trung Quốc đã thực nhiều dự án khác nhau tại Tây Tạng nhưng người Tạng dường như cảm thấy bị phớt lờ về mặt chính trị và kinh tế tại "Khu tự trị Tây Tạng" và trong những phần đất của người Tạng tại Thanh Hải, Tứ Xuyên và Vân Nam . Tháng 6 năm 1950, Chính phủ Liên hiệp Anh tại Hạ viện tuyên bố rằng Chính phủ Hoàng gia "luôn sẵn sàng công nhận chủ quyền của Trung Quốc tại Tây Tạng, nhưng chỉ khi Tây Tạng được coi như là một khu vực tự trị" . Ngày 7 tháng 10 năm 1950 , Giải phóng quân Nhân dân Trung Quốc đã tấn công khu vực Qamdo thuộc Tây Tạng. Giải phóng quân nhanh chóng áp đảo về mặt lực lượng và bao vây các đội quân Tây Tạng, chủ yếu theo chủ nghĩa hòa bình. Đến ngày 19 tháng 10 năm 1950, 5.000 quân Tây Tạng đầu hàng Trung Quốc.
Năm 1951, đại diện của chính quyền Tây Tạng, với sự ủy quyền của Dalai Lama , đã tham gia các cuộc đàm phán với chính phủ Trung Quốc tại Bắc Kinh. Điều này dẫn tới Thỏa thuận Mười bảy điểm về giải phóng hòa bình Tây Tạng, xác lập chủ quyền của Trung Quốc tại Tây Tạng . Thỏa thuận được phê chuẩn tại Lhasa vài tháng sau đó . Theo Chính phủ lưu vong Tây Tạng, một số thành viên của Nội các Tây Tạng (Kashag), chẳng hạn như Thủ tướng Lukhangwa, không bao giờ chấp nhận thỏa thuận này . Nhưng Quốc hội Tây Tạng "trong khi công nhận các tình tiết giảm nhẹ mà theo đó các đại biểu phải ký 'thỏa thuận', đã yêu cầu chính phủ phê duyệt nó... Kashag nói với Trương Kinh vũ rằng họ sẽ thông cáo sự chấp nhận của họ với 'thỏa thuận' này" . Người Tạng lưu vong xem thỏa thuận này là không hợp lệ do đã được ký kết một cách không tự nguyện dưới sự cưỡng ép . Trên đường sang tị nạn tại Ấn Độ, Dalai Lama thứ 14 đã tới Lhuntse Dzong vào ngày 26 tháng 3 năm 1959, nơi ông bác bỏ "Thỏa thuận mười bảy điểm" vì đã "ép chính phủ và người dân Tây Tạng bằng đe dọa vũ trang"  và tái khẳng định chính phủ của mình là đại diện hợp pháp duy nhất của Tây Tạng . Theo Thỏa thuận, khu vực Tây Tạng do Dalai Lama sẽ có được sự tự chủ ở mức độ cao. Ngay từ đầu, rõ ràng việc hợp nhất Tây Tạng và Trung Quốc Cộng sản sẽ mang hai hệ thống xã hội đối lập mặt đối mặt nhau . Tuy nhiên, Trung Quốc không ưu tiên cải cách xã hội mà ngược lại, từ năm 1951 đến năm 1959, bộ máy Tây Tạng truyền thống với các lãnh chúa và điền trang tiếp tục được duy trì và trợ cấp bởi chính phủ trung ương. Chính phủ của Dalai Lama vẫn được duy trì như một biểu tượng quan trọng từ thời kỳ độc lập trên thực tế bất chấp sự hiện diện của 20.000 quân giải phóng. Cuộc điều tra dân số đầu tiên trên toàn Trung Quốc được tổ chức vào năm 1954, thống kê được 2.770.000 người Tạng ở Trung Quốc, bao gồm 1.270.000 người tại Khu tự trị Tây Tạng. Người Trung Quốc đã xây dựng đường cao tốc đến Lhasa và sau đó mở rộng đến biên giới Ấn Độ, Nepal và Pakistan.
Những khu vực của người Tạng ở Thanh Hải, vốn nằm ngoài thẩm quyền của chính phủ Dalai Lama, không được hưởng quyền tự trị tương tự và đã bị phân chia lại đất đai. Hầu hết đất đai bị tước khỏi tay các quý tộc và các tu viện, và chia lại cho nông nô. Vùng đông Kham của người Tạng trước thuộc tỉnh Tây Khang, được sáp nhập vào tỉnh Tứ Xuyên. Tây Kham được đặt dưới quyền của Ủy ban quân sự Qamdo. Ở những vùng đất này, cải cách ruộng đất đã được thực hiện. Điều này dẫn tới việc những kẻ kích động được Đảng cộng sản chỉ định là "địa chủ" - đôi khi được lụa chọn một cách tùy tuyện - để công khai làm nhục tại "Đại hội Phê phán-Đấu tranh" , tra tấn, hành hạ và thậm chí là giết chết . Chỉ sau năm 1959, Trung Quốc thực hiện các chính sách tương tự tại Tây Tạng .

## 1956–1958: Thử nghiệm và gia tăng cải cách
Đến năm 1956, tình hình bất ổn diễn ra ở đông Kham và Amdo, những nơi cải cách ruộng đất đã được thực hiện toàn diện. Các cuộc nổi dậy nổ ra và lan sangtây Kham và Ü-Tsang. Ở một số vùng, Đảng Cộng sản Trung Quốc đã cố gắng thành lập các công xã nông thôn giống như tại đại lục .
Một cuộc nổi dậy chống lại sự chiếm đóng của Trung Quốc do các quý tộc và tu viện lãnh đạo nổ ra ở Amdo và đông Kham vào tháng 6 năm 1956. Cuộc nổi dậy được sự hỗ trợ của Cơ quan Tình báo Trung ương Hoa Kỳ (CIA) , cuối cùng lan đến Lhasa.
Phong trào kháng chiến của người Tây Tạng bắt đầu với sự phản kháng đối với sự kiểm soát của Trung Quốc vào năm 1956. Ban đầu đã có thành công đáng kể và với sự hỗ trợ và viện trợ của CIA, phần lớn miền nam Tây Tạng đã rơi vào tay lính du kích Tạng. Trong chiến dịch này, hàng chục nghìn người Tây Tạng đã thiệt mạng .
Đối với nhiều người, đức tin của họ cũng bị ảnh hưởng bởi Đảng Cộng sản. Những giáo chúng Phật giáo, cũng như Dalai Lama, cũng không được an toàn vào thời điểm này. Căng thẳng leo thang đến mức Chính phủ Trung Quốc đã gây ra một cuộc đàn áp tôn giáo do cảm thấy bị đe dọa bởi Dalai Lama và cố gắng bắt giữ ông. Ấn Độ cuối cùng trở thành nơi an toàn nhất cho Dalai Lama và người Tạng, những người muốn được tu hành Phật giáo trong hòa bình và an toàn.
Năm 1959, cải cách ruộng đất và đàn áp vũ trang tại Kham và Amdo đã dẫn đến cuộc nổi Tây Tạng 1959. Trong một chiến dịch được phát động trong cuộc Khởi nghĩa Quốc gia ngày 10 tháng 3 năm 1959 tại Lhasa, có tới 10.000 đến 15.000 người Tây Tạng đã thiệt mạng trong vòng ba ngày . Sự phản kháng lan rộng khắp Tây Tạng. Lo sợ Dalai Lama bị bắt, những người Tạng không vũ trang đã vây dinh thự của ông, đó là thời điểm Dalai Lama phải chạy trốn  đến Ấn Độ với sự giúp đỡ của CIA, do người Tạng muốn bảo vệ người đàn ông mà họ đều yêu mến khỏi chính phủ cộng sản . Ngày 28 tháng 3, người Trung Quốc chỉ định Panchen Lama (gần như là tù nhân của họ ) làm bù nhìn ở Lhasa, tuyên bố rằng ông đứng đầu Chính phủ hợp pháp của Tây Tạng khi không có mặt Dalai Lama, người cai trị truyền thống của Tây Tạng . Năm 2009, ngày 28 tháng 3 được đặt làm 'Ngày giải phóng nông nô' như một ngày lễ tại Khu tự trị Tây Tạng. Chính quyền Trung Quốc tuyên bố rằng vào ngày này năm 1959, 1 triệu người Tây Tạng (90% dân số) đã được giải phóng khỏi chế độ nông nô .
Sau đó, lực lượng kháng chiến hoạt động tại Nepal. Các hoạt động tiếp tục từ Vương quốc Mustang bán độc lập với lực lượng 2.000 phiến quân; nhiều người trong số họ được đào tạo tại Trại Hale gần Leadville, Colorado, Hoa Kỳ . Chiến tranh du kích tiếp tục ở các vùng khác của Tây Tạng trong vài năm.
Năm 1969, ngày hôm trước khi Kissinger tới Trung Quốc hội đàm, sự viện trợ của Mỹ đã bị rút lại và chính phủ Nepal đã quyết định hủy bỏ hoạt động này .

## 1959–1976: Nổi dậy và biến động

### Nổi dậy năm 1959
Xung đột vũ trang giữa quân nổi dậy Tây Tạng và quân đội Trung Quốc nổ ra vào năm 1956 tại các khu vực Kham và Amdo, nơi đã được cải tạo xã hội chủ nghĩa. Chiến tranh du kích sau đó lan sang các khu vực khác của Tây Tạng.
Tháng 3 năm 1959, một cuộc nổi dậy nổ ra ở Lhasa, nơi nằm dưới sự kiểm soát hiệu quả của Đảng Cộng sản Trung Quốc kể từ Thỏa thuận mười bảy điểm năm 1951 . Ngày 12 tháng 3, những người biểu tình xuất hiện trên đường phố Lhasa tuyên bố độc lập của Tây Tạng. Trong vòng vài ngày, quân đội Tây Tạng đã chuẩn bị để đảm bảo một con đường tị nạn cho Dalai Lama, người đã phải sống lưu vong trong cuộc nổi dậy. Đạn pháo bắn xuống gần Cung điện của Dalai Lama, thúc đẩy toàn bộ lực lượng của cuộc nổi dậy. Trận chiến chỉ kéo dài khoảng hai ngày, với lực lượng nổi dậy Tây Tạng bị áp đảo về mặt quân số và vũ trang.
Sự trừng phạt đối với cuộc nổi dậy 1595 của Trung Quốc đã giết chết 87.000 người Tạng theo công bố, theo một chương trình phát thanh trên Đài Lhasa ngày 1 tháng 10 năm 1960 khẳng định rằng 430.000 người đã chết trong cuộc nổi dậy và 15 tiếp năm sau đó của chiến tranh du kích, cho đến khi Mỹ rút lại viện trợ .

### Nạn đói
Trung Quốc phải hứng chịu nạn đói trên diện rộng từ những năm 1959 đến 1961. Nguyên nhân vẫn còn gây tranh cãi, hạn hán và thời tiết xấu cũng như các chính sách của Đại nhảy vọt đều góp phần gây nên nạn đói. Theo thống kê chính thức của chính phủ Trung Quốc, đã có 15 triệu người chết . Các ước tính không chính thức của các học giả lên tới con số 20 đến 43 triệu người thiệt mạng vì nạn đói .
Vào tháng 5 năm 1962, Panchen Lama thứ 10 đã gửi cho Thủ tướng Trung Quốc Chu Ân Lai một báo cáo mật  nêu chi tiết về nỗi thôgns khổ của người dân Tây Tạng, được gọi là Thất Vạn Ngôn Thư (Lá thứ 70.000 chữ). "Ở nhiều vùng của Tây Tạng, người dân đã chết đói.... Ở một số nơi, cả gia đình đã bỏ mạng và tỷ lệ tử vong rất cao. Điều này là rất bất thường, khủng khiếp và nghiêm trọng... Trước đây Tây Tạng sống trong chế độ phong kiến man rợ tăm tối nhưng không bao giờ thiếu lương thực như vậy, nhất là sau khi Phật giáo được truyền bá.... Ở Tây Tạng từ năm 1959 đến năm 1961, trong hai năm, hầu như tất cả các hoạt động chăn nuôi và trồng trọt đều dừng lại. Những người du mục không có ngũ cốc để ăn và những người nông dân không có thịt, bơ, hay muối,".... Theo ý kiến của Panchen Lama, những cái chết này là kết quả của các chính sách chứ không phải do bất kỳ thảm họa thiên nhiên nào, đó là tình hình mà Chủ tịch Mao và Chính phủ Nhân dân Trung ương nhận thấy ở Bắc Kinh . Panchen Lama cũng mô tả sự độc nhất của nạn đói mà Tây Tạng phải gánh chịu: “Chưa bao giờ có một sự kiện như vậy trong lịch sử của Tây Tạng. Người ta thậm chí không thể tưởng tượng được cảnh chết đói khủng khiếp như vậy trong mơ. Ở một số khu vực, nếu một người bị cảm lạnh, thì nó sẽ lan ra hàng trăm và một số lượng lớn chỉ đơn giản là chết". Từ năm 1959 đến 1961, hơn 6.000 tu viện Tây Tạng đã bị phá hủy .
Thất Vạn Ngôn Thư đã bị chỉ trích bởi Barry Sautman từ Đại học Khoa học và Công nghệ Hồng Kông. Theo Sautman, Panchen Lama thứ 10 được cho là đã đến thăm ba quận Bình An, Hóa Long và Tuần Hóa trước khi viết báo cáo của mình, nhưng mô tả của ông về nạn đói chỉ liên quan đến Tuần Hóa, quê hương của ông. Cả ba quận đều thuộc Hải Đông, Thanh Hải với 90% dân số không phải là người Tạng và không thuộc "văn hóa Tây Tạng". Nhà văn Tạng lưu vong Jamyang Norbu  cáo buộc Sautman đã hạ thấp các hành động của Cộng hòa Nhân dân Trung Hoa ở Tây Tạng và Tân Cương.
Sautman cũng nói rằng tuyên bố rằng Tây Tạng là khu vực bị ảnh hưởng nặng bởi nạn đói Trung Quốc 1959–1962 không dựa trên những thống kê tại khu vực Tây Tạng, mà dựa trên những trên nguồn tin tị nạn vô danh thiếu xác thực . Kết luận của Sautman gần đây đã bị chỉ trích .

### Báo cáo nhân quyền của Ủy ban Luật gia Quốc tế

#### Bối cảnh
Theo Thỏa thuận Mười bảy điểm năm 1951, Chính phủ Trung ương của Cộng hòa Nhân dân Trung Hoa đã đưa ra một số chủ trương, trong số đó có: hứa duy trì hệ thống chính trị hiện có của Tây Tạng, duy trì địa vị và chức năng của Dalai Lama và Panchen Lama, để bảo vệ quyền tự do tôn giáo và các tu viện và không bị ép buộc trong vấn đề cải cách ở Tây Tạng. Tòa án Công lý Quốc tế nhận thấy rằng những cam kết này và nhiều cam kết khác đã bị Cộng hòa Nhân dân Trung Hoa vi phạm, và Chính phủ Tây Tạng có quyền từ chối Hiệp định như đã làm vào ngày 11 tháng 3 năm 1959 .

#### Chiếm đóng và nạn diệt chủng
Năm 1960, tổ chức phi chính phủ Ủy ban Luật gia Quốc tế (ICJ) do CIA tài trợ đã đưa ra một báo cáo có tiêu đề Tây Tạng và Cộng hòa Nhân dân Trung Hoa tới Liên hợp quốc. Báo cáo được soạn bởi Ủy ban Điều tra Pháp lý của ICJ, bao gồm mười một luật sư quốc tế từ khắp nơi trên thế giới. Báo cáo này đã cáo buộc người Trung Quốc về tội ác diệt chủng ở Tây Tạng, sau chín năm bị chiếm đóng, sáu năm trước khi cuộc cách mạng văn hóa bắt đầu . ICJ cũng ghi lại các tài liệu về các vụ thảm sát, tra tấn và giết chóc, phá hủy các tu viện, và tiêu diệt toàn bộ các trại du mục . Các tài liệu của Liên Xô cung cấp thông tin rằng Đảng Cộng sản Trung Quốc, với sự hỗ trợ lớn về thiết bị quân sự từ Liên Xô, đã sử dụng máy bay của Liên Xô để đánh bom các tu viện và dùng cho nhiều hoạt động trừng phạt khác ở Tây Tạng .
ICJ đã xem xét các bằng chứng liên quan đến quyền con người trong cấu trúc của Tuyên ngôn Quốc tế Nhân quyền do Đại hội đồng Liên hợp quốc công bố. Sau khi xem xét các quyền con người, kinh tế và xã hội, họ nhận thấy rằng nhà cầm quyền cộng sản Trung Quốc đã vi phạm Điều 3, 5, 9, 12, 13, 16, 17, 18, 19, 20, 21, 22, 24, 25, 26 và 27 của Tuyên ngôn Quốc tế Nhân quyền tại Tây Tạng .

#### Đàn áp văn hóa
Bất chấp những tuyên bố của người Trung Quốc rằng phần lớn thiệt hại đối với các công trình của Tây Tạng xảy ra sau đó trong cuộc Cách mạng Văn hóa (1966–1976), nhiều nguồn đã khẳng định rõ rằng việc phá hủy hầu hết hơn 6.000 tu viện của Tây Tạng đã xảy ra từ năm 1959 đến năm 1961 . Vào giữa những năm 1960, các cơ sở tu viện bị phá bỏ và giáo dục thế tục được đưa vào. Trong cuộc Cách mạng Văn hóa, Hồng vệ binh, bao gồm cả các thành viên người Tạng , đã tổ chức một chiến dịch phá hoại nhằm vào các địa điểm văn hóa trên toàn bộ Trung Quốc, bao gồm cả các di tích Phật giáo ở Tây Tạng . Theo ít nhất một nguồn tin từ Trung Quốc, chỉ có một số tu viện quan trọng nhất còn lại mà không bị thiệt hại lớn .

#### Các chỉ trích
Theo nhiều tác giả khác nhau, các báo cáo của ICJ năm 1959 và 1960 có từ thời điểm tổ chức đó được CIA tài trợ. A. Tom Grunfeld khẳng định rằng Hoa Kỳ đã lợi dụng việc Dalai Lama rời Tây Tạng bằng cách tài trợ bí mật cho Ủy ban Luật gia Quốc tế để chuẩn bị các báo cáo tuyên truyền tấn công Trung Quốc trong Chiến tranh lạnh . Trong cuốn sách năm 1994, Ủy ban Luật gia Quốc tế về, Người vận động toàn cầu cho Nhân quyền , Howard B. Tolley Jr. nói rằng ICJ được CIA thành lập và tài trợ từ năm 1952 tới năm 1967 nhằm lợi dụng ICJ một công cụ cho chiến tranh lạnh mà họ không hề biết . Mối liên hệ giữa CIA và ICJ thời kỳ đầu cũng được Dorothy Stein đề cập trong cuốn những sách Những người có đếm, Dân số và Chính trị, Phụ nữ và Trẻ em xuất bản năm 1995. Bà cáo buộc Ủy ban phát triển từ một nhóm do các nhân viên tình báo Mỹ tạo ra với mục đích tuyên truyền chủ nghĩa chống cộng . Điều này trái ngược với tổng quan chính thức của Ủy ban Luật gia Quốc tế, "dành riêng cho tính ưu tiên, tính chặt chẽ và thực thi luật pháp quốc tế và các nguyên tắc thúc đẩy quyền con người" và "cách tiếp cận pháp lý công bằng, khách quan và có thẩm quyền để bảo vệ và thúc đẩy quyền con người thông qua nhà nước pháp quyền" đồng thời cung cấp "kiến thức chuyên môn pháp lý ở cả cấp độ quốc tế và quốc gia để đảm bảo rằng sự phát triển của luật pháp quốc tế tuân thủ các nguyên tắc nhân quyền và các tiêu chuẩn quốc tế được thực hiện ở cấp độ quốc gia" .

### Sự thành lập Khu tự trị Tây Tạng
Năm 1965, khu vực nằm dưới sự kiểm soát của chính phủ Dalai Lama từ năm 1951 đến năm 1959 (Ü-Tsang và tây Kham) được đổi tên thành Khu tự trị Tây Tạng, với Chủ tịch Khu tự trị là người Tạng. Tuy nhiên, quyền lực thực sự tại Tây Tạng được nắm giữ bởi Bí thư Khu ủy Khu tự trị Tây Tạng, chức vụ người Tạng chưa bao giờ nắm giữ . Vai trò của người Tạng trong các cấp cao hơn của Đảng Cộng sản Trung Quốc vẫn còn rất hạn chế .

### Cách mạng Văn hóa
Cách mạng Văn hóa phát động năm 1966 là một thảm họa đối với Tây Tạng cũng như đối với phần còn lại của Cộng hòa Nhân dân Trung Hoa. Một số lượng lớn người Tạng đã thiệt mạng, và số lượng các tu viện còn nguyên vẹn ở Tây Tạng đã giảm từ hàng nghìn xuống dưới mười. Sự căm phẫn của người Tạng đối với người Trung Quốc ngày càng sâu sắc . Người Tạng đã tham gia vào cuộc cách mạng, nhưng không rõ có bao nhiêu người trong số họ thực sự chấp nhận ý thức hệ Cộng sản và bao nhiêu người tham gia vì sợ trở thành mục tiêu của họ . Những người kháng chiến chống lại Cách mạng Văn hóa bao gồm Thrinley Chodron, một nữ tu tại Nyêmo, người đã lãnh đạo một cuộc nổi dậy vũ trang lan rộng qua mười tám xã của Khu tự trị Tây Tạng, nhắm vào các quan chức Đảng Cộng sản Trung Quốc và cộng tác viên Tây Tạng, cuối cùng đã bị quân đội trung ương đàn áp. Trích dẫn các biểu tượng Phật giáo Tây Tạng mà quân nổi dậy sử dụng, Shakya gọi cuộc cách mạng năm 1969 này là "một cuộc nổi dậy của dân quân, một cuộc nổi dậy được đặc trưng bởi khát vọng cuồng nhiệt muốn thoát khỏi kẻ áp bức" .

### Hậu quả nhân khẩu học
Warren W. Smith, một phát thanh viên của Đài Á Châu Tự do (do chính phủ Hoa Kỳ thành lập), đã đưa ra con số tử vong là 400.000 người từ tính toán của ông về các báo cáo điều tra dân số về Tây Tạng cho thấy 200.000 người đã "mất tích" . Chính quyền Trung ương Tây Tạng tuyên bố rằng số người chết vì đói, bạo lực hoặc các nguyên nhân gián tiếp khác kể từ năm 1950 là khoảng 1,2 triệu người. Theo Patrick French, cựu giám đốc Chiến dịch Tây Tạng Tự do có trụ sở tại London và là một người ủng hộ Tây Tạng, đã có thể xem các dữ liệu và tính toán, cho rằng người Tạng không thể xử lý dữ liệu đủ tốt để tạo ra một tổng số đáng tin cậy. French cho biết tổng số này dựa trên các cuộc phỏng vấn người tị nạn, nhưng đã ngăn cản người ngoài truy cập vào dữ liệu. French có quyền truy cập, không tìm thấy gì ngoài "việc chèn các số liệu dường như ngẫu nhiên vào mỗi phần và sự trùng lặp liên tục, không được kiểm soát" . Hơn nữa, ông phát hiện ra rằng trong số 1,1 triệu người chết được liệt kê, chỉ có 23.364 người là nữ (có nghĩa là 1,07 triệu trong tổng số 1,25 triệu nam giới Tây Tạng đã chết).  Nhà Tạng học Tom Grunfeld cũng nhận thấy rằng con số này "không có bằng chứng tài liệu" . Tuy nhiên, có rất nhiều thương vong, có thể lên tới 400.000 người . Smith, tính toán từ các báo cáo điều tra dân số về Tây Tạng, cho thấy có khoảng 144.000 đến 160.000 người "mất tích" khỏi Tây Tạng" . Courtois và cộng sự đưa ra con số 800.000 người chết và cáo buộc rằng có tới 10% dân số Tây Tạng đã bị giam giữ, với rất ít người sống sót . Các nhà nhân khẩu học Trung Quốc ước tính rằng 90.000 trong số 300.000 người Tây Tạng "mất tích" đã chạy trốn khỏi khu vực . Đảng Cộng sản Trung Quốc đã phủ nhận điều này. Số người chết chính thức được ghi nhận trên toàn Trung Quốc trong những năm Đại nhảy vọt là 14 triệu, nhưng các học giả ước tính số nạn nhân của nạn đói là vào khoảng 20 đến 43 triệu người .
Chính phủ lưu vong Tây Tạng trích dẫn một số báo của Nhân Dân nhật báo xuất bản năm 1959 để tuyên bố rằng dân số Tây Tạng" đã giảm đáng kể kể từ năm 1959. Những phát hiện này mâu thuẫn với báo cáo điều tra dân số Trung Quốc năm 1954 có tính số lượng người dân tộc Tạng. Điều này là do ở những tỉnh này, người Tạng không phải là nhóm dân tộc truyền thống duy nhất, ví dụ như Thanh Hải, nơi có lịch sử pha trộn giữa các nhóm dân tộc khác nhau. Năm 1949, người Hán chiếm 48,3% dân số, các dân tộc còn lại chiếm 51,7% trong tổng số 1,5 triệu dân . Tính đến ngày nay, người Hán chiếm 54% tổng dân số của Thanh Hải, cao hơn một chút so với năm 1949. Người Tạng chiếm khoảng 20% dân số của Thanh Hải . Phân tích chi tiết dữ liệu thống kê từ các nguồn di cư Trung Quốc và Tây Tạng cho thấy sai sót trong ước tính dân số Tây Tạng theo khu vực. Mặc dù nó có thể có sai sót, dữ liệu từ Chính phủ Tây Tạng lưu vong được cho là chính xác hơn các ước tính khác. Đối với tổng dân số của toàn bộ Tây Tạng trong năm 1953 và 1959, phía Tây Tạng dường như đưa ra những con số quá cao, trong khi phía Trung Quốc đưa ra những con số quá thấp.
Vào ngày 20 tháng 6 năm 1959 trong một cuộc họp báo tại Mussoorie, Dalai Lama đã tuyên bố: "Mục tiêu cuối cùng của Trung Quốc đối với Tây Tạng, theo như tôi có thể nhận ra, dường như là cố gắng tiêu diệt tôn giáo và văn hóa và thậm chí là nuốt chửng cả chủng tộc Tạng. . . Bên cạnh các nhân viên dân sự và quân sự đã ở Tây Tạng, năm triệu người định cư Trung Quốc đã đến miền đông và đông bắc Tso, ngoài ra còn có 4 triệu người định cư Trung Quốc được lên kế hoạch gửi đến các tỉnh Ü và Tsang của Tây Tạng. Nhiều người Tạng đã bị trục xuất, do đó dẫn đến việc những người Tạng này bị Hán hóa hoàn toàn bởi người Trung Quốc" .

## 1976–1987: Hòa giải và quốc tế hóa
Sau khi Mao Trạch Đông qua đời vào năm 1976, Đặng Tiểu Bình đã đưa ra các sáng kiến liên kết với các nhà lãnh đạo Tây Tạng lưu vong, hy vọng thuyết phục họ đến sống tại Trung Quốc. Nhâm Vinh, Bí thư Đảng Cộng sản ở Tây Tạng, nghĩ rằng người Tạng ở Tây Tạng hạnh phúc dưới sự cai trị của Đảng Cộng sản Trung Quốc và họ có chung quan điểm đối với những người cầm quyền Tây Tạng thời tiền Cộng sản là những kẻ đàn áp áp bức. "Đến năm 1979, hầu hết trong số ước tính khoảng 600.000 tăng ni đã chết, biến mất hoặc bị cầm tù, và phần lớn trong số 6.000 tu viện của Tây Tạng đã bị phá hủy" . Vì vậy, khi các phái đoàn của chính phủ lưu vong Tây Tạng đến thăm Tây Tạng vào năm 1979–80, các quan chức Trung Quốc dự kiến sẽ gây ấn tượng với những người Tạng lưu vong bằng những tiến bộ đã từ năm 1950 và với sự hài lòng của người Tạng. Nhâm Vinh thậm chí còn tổ chức các cuộc họp ở Lhasa để kêu gọi người Tạng kiềm chế sự thù hận của họ đối với những đại diện sắp tới của một chế độ cũ. Sau đó, người Trung Quốc đã rất ngạc nhiên và xấu hổ trước những biểu hiện to lớn, đầy nước mắt của lòng sùng kính mà người Tạng dành cho những người Tạng lưu vong đến thăm. Hàng ngàn người Tây Tạng đã khóc, lễ lạy, tặng khăn quàng cổ cho những người lưu vong, và cố gắng để có cơ hội chạm vào anh trai của Dalai Lama .
Những sự kiện này cũng thúc đẩy Bí thư Đảng Hồ Diệu Bang và Phó Thủ tướng Vạn Lý đến thăm Tây Tạng, nơi họ cảm thấy thất vọng trước tình trạng mà họ được thấy. Hồ Diệu Bang đã công bố một chương trình cải cách nhằm nâng cao tiêu chuẩn kinh tế cho người Tạng và thúc đẩy một số quyền tự do cho người Tạng trong việc thực hành các truyền thống văn hóa dân tộc. Theo một cách nào đó, đây là sự trở lại từ chủ nghĩa độc đoán và chính sách đồng hóa cứng rắn của những năm 1960 sang các chính sách mang tính dân tộc hơn của Mao Trạch Đông trong những năm 1950, với sự khác biệt lớn là sẽ không có chính phủ Tây Tạng riêng biệt như những năm 1950 . Hồ Diệu Bang đã ra lệnh thay đổi chính sách, kêu gọi phục hồi văn hóa, tôn giáo và ngôn ngữ Tạng, xây dựng thêm nhiều trường đại học và cao đẳng ở Tây Tạng, và gia tăng số lượng người Tạng trong chính quyền địa phương . Sự tự do hóa đồng thời trong kinh tế và di cư nội địa cũng dẫn đến việc Tây Tạng có thêm nhiều lao động người Hán nhập cư hơn, mặc dù con số thực tế của nhóm dân cư này vẫn còn tranh cãi.
Các cuộc gặp mới giữa các quan chức Trung Quốc và các nhà lãnh đạo lưu vong diễn ra trong nhưng năm 1981–1984, nhưng không đạt được thỏa thuận nào .
Năm 1986–1987, chính phủ lưu vong Tây Tạng ở Dharamshala đã khởi động một hoạt động mới để giành được sự ủng hộ của quốc tế đối với mục tiêu của họ như là một vấn đề nhân quyền. Đáp lại, Hạ viện Hoa Kỳ vào tháng 6 năm 1987 đã thông qua một nghị quyết ủng hộ nhân quyền Tây Tạng . Từ tháng 9 năm 1987 đến tháng 3 năm 1989, bốn cuộc biểu tình lớn đã xảy ra ở Lhasa chống lại sự cai trị của Trung Quốc . Nhà Tạng học người Mỹ Melvyn Goldstein coi bạo loạn là biểu hiện tự phát của sự phẫn nộ của người Tạng, một phần là do hy vọng rằng Hoa Kỳ sẽ sớm hỗ trợ hoặc gây áp lực để Tây Tạng độc lập . Năm 1987, Panchen Lama đã có bài phát biểu ước tính số người chết trong tù ở Thanh Hải vào khoảng 5% tổng dân số trong khu vực . Hoa Kỳ đã thông qua Đạo luật Quan hệ Đối ngoại 1988–1989 bày tỏ sự ủng hộ đối với nhân quyền Tây Tạng. Trớ trêu thay, các cuộc bạo loạn đã làm mất uy tín của các chính sách Tây Tạng tự do hơn của Hồ Diệu Bang, dẫn đến việc quay trở lại các chính sách cứng rắn; Bắc Kinh thậm chí còn áp đặt thiết quân luật ở Tây Tạng vào năm 1989. Việc tập trung vào phát triển kinh tế khiến số lượng người không phải là người Tạng đến Lhasa ngày càng tăng, và nền kinh tế ở Tây Tạng ngày càng bị người Hán thống trị. Tại Lhasa số lượng người Tạng chỉ còn bằng hoặc hơn đôi chút so với các dân tộc khác .
Khi Panchen Lama thứ 10 phát biểu tại Cuộc họp Ủy ban Thường vụ Khu tự trị Tây Tạng của Đại hội Đại biểu Nhân dân Toàn quốc năm 1987, ông đã trình bày chi tiết về việc giam cầm và giết hại hàng loạt người Tây Tạng ở Amdo (Thanh Hải): "có từ ba đến bốn ngàn ngôi làng và thị trấn, mỗi làng có khoảng ba đến bốn ngàn gia đình với bốn đến năm ngàn người. Từ mỗi thị trấn và làng mạc, khoảng 800 đến 1.000 người đã bị bỏ tù. Trong số này, ít nhất 300 đến 400 người trong số họ đã chết trong tù... Tại khu vực Golok, nhiều người đã thiệt mạng và xác của họ lăn xuống đồi thành một con mương lớn. Các binh sĩ nói với các thành viên trong gia đình và người thân của những người thiệt mạng rằng họ nên ăn mừng vì quân nổi dậy đã bị quét sạch. Họ thậm chí còn bị buộc phải nhảy múa trên những xác chết. Ngay sau đó, họ cũng bị thảm sát bằng súng máy. Tất cả đều được chôn ở đó" .

## 1988 – nay

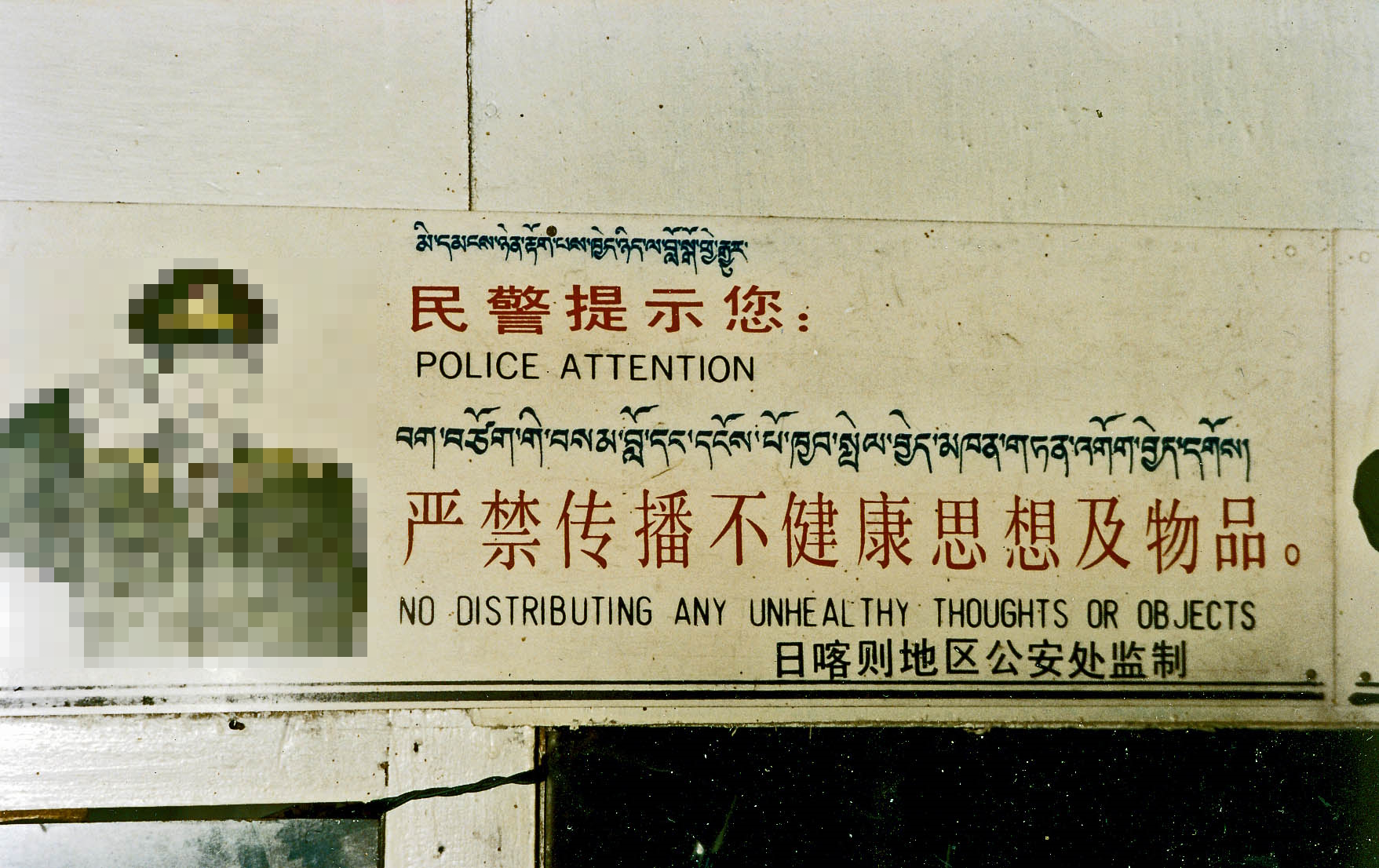
"Lưu ý của cảnh sát: Không phát tán bất kỳ suy nghĩ hay đồ vật độc hại nào". Một tấm biến ba ngôn ngữ (Anh, Hán, Tạng) trên lối vào một quán cà phê nhỏ tại Nyalam, Tây Tạng, 1993.

Hồ Cẩm Đào trở thành Đảng trưởng của Khu tự trị Tây Tạng vào năm 1988. Năm 1989, Panchen Lama thứ 10 qua đời. Nhiều người Tây Tạng tin rằng Hồ Cẩm Đào có liên quan đến cái chết bất ngờ của ông . Vài tháng sau, theo một nhà báo bất đồng chính kiến, cảnh sát ở Lhasa đã nhận được lệnh của Tướng Lý Liên Tú để kích động một vụ việc. Các cuộc biểu tình ôn hòa đã dẫn đến cái chết của 450 người Tạng vào năm đó . Cuộc điều tra dân số quốc gia lần thứ tư được tiến hành vào năm 1990, thông kê được 4.590.000 người Tạng ở Trung Quốc, trong đó có 2.090.000 người tại Khu tự trị Tây Tạng. Chính phủ Trung Quốc so sánh những con số này với cuộc điều tra dân số quốc gia đầu tiên để kết luận rằng dân số Tây Tạng đã tăng gấp đôi kể từ năm 1951.
Năm 1995, Dalai Lama đã phong cậu bé 6 tuổi Gedhun Choekyi Nyima làm Panchen Lama thứ 11 mà không có sự chấp thuận của chính phủ Trung Quốc. Công hòa Nhân dân Trung Hoa đã phong cho một đứa trẻ khác là Gyaincain Norbu. Gyaincain Norbu lớn lên ở Tây Tạng và Bắc Kinh, thường xuyên xuất hiện trước công chúng liên quan đến các vấn đề tôn giáo và chính trị. Panchen Lama do Trung Quốc lựa chọn đã bị từ chối bởi những người Tạng lưu vong và gọi là "Panchen Zuma" (nghĩa đen "Panchen Lama giả"). Gedhun Choekyi Nyima và gia đình sau đó mất tích, theo Tổ chức Ân xá Quốc tế, ông đã bị bắt cóc, theo Bắc Kinh, ông đang sống dưới danh tính bí mật để được bảo vệ và quyền riêng tư.

### Phát triển kinh tế
Năm 2000, Chính phủ Trung Quốc đưa ra Chiến lược Phát triển miền Tây Trung Quốc nhằm thúc đẩy nền kinh tế của các khu vực phía tây nghèo hơn. Chiến lược này cho thấy sự thiên vị mạnh mẽ đối với các dự án quy mô lớn, sử dụng nhiều vốn như Đường sắt Thanh-Tạng. Tuy nhiên, những dự án như vậy đã làm dấy lên lo ngại về việc tạo thuận lợi cho việc huy động quân sự và di cư của người Hán . Robert Barnett báo cáo rằng kích thích kinh tế đã được những người theo chủ nghĩa cứng rắn sử dụng để kích thích người Hán di cư sang Tây Tạng như một cơ chế kiểm soát, và 66% các chức vụ chính thức ở Tây Tạng là do người Hán nắm giữ . Vẫn còn sự mất cân bằng sắc tộc trong việc bổ nhiệm và thăng chức cho các cán bộ dân sự và tư pháp ở Khu tự trị Tây Tạng, với một số ít người Tạng được bổ nhiệm vào các chức vụ này . 

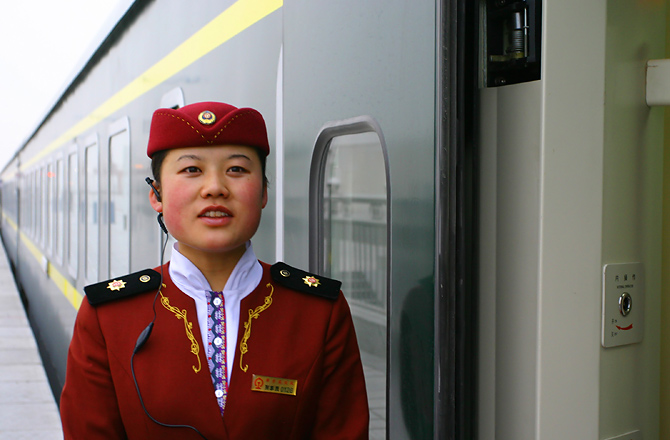
Một tiếp viên đường sắt từ Tây Ninh đến Lhasa

Chính phủ CHND Trung Hoa tuyên bố rằng sự cai trị của họ đối với Tây Tạng đã mang lại sự phát triển kinh tế cho người dân Tây Tạng, và kế hoạch Chiến lược Phát triển miền Tây là một hành động nhân từ và yêu nước của bờ đông giàu có hơn nhằm giúp các vùng phía tây của Trung Quốc bắt kịp sự thịnh vượng và cuộc sống tiêu chuẩn. Mặt khác, Chính phủ cho rằng chính quyền Tây Tạng hầu như không làm gì để cải thiện mức sống vật chất của người Tạng trong thời gian cai trị từ năm 1913–59 và họ phản đối bất kỳ cải cách nào do chính phủ Trung Quốc đề xuất. Theo chính phủ Trung Quốc, đây là lý do khiến căng thẳng gia tăng giữa một số quan chức chính quyền trung ương và chính quyền địa phương Tây Tạng vào năm 1959 . Những tuyên bố về khó khăn kinh tế dưới chính phủ của Dalai Lama từ năm 1913–59 bị bác bỏ bởi Panchen Lama thứ 10 trong Thất Vạn Ngôn Thư; tuy nhiên, Panchen Lama cũng ca ngợi cải cách và mở cửa những năm 1980 dưới thời Đặng Tiểu Bình.
Đến lượt mình, chính phủ bác bỏ những tuyên bố rằng cuộc sống của người Tây Tạng đã xuống cấp, mà đã được cải thiện rất nhiều so với thời kỳ tự trị trước năm 1950 . Bất chấp những tuyên bố của Trung Quốc rằng cuộc sống của người Tây Tạng đã được cải thiện đáng kể, một cuốn sách năm 2004 cho rằng khoảng 3.000 người Tây Tạng đã dũng cảm vượt qua khó khăn và nguy hiểm để chạy theo cuộc sống lưu vong mỗi năm . Ngoài ra, các báo cáo của Tổ chức Theo dõi Nhân quyền tiếp tục xảy ra các vụ lạm dụng trên diện rộng và tra tấn của cảnh sát và lực lượng an ninh Trung Quốc .
Trung Quốc tuyên bố rằng từ năm 1951 đến năm 2007, người Tạng ở Tây Tạng do Lhasa quản lý đã tăng từ 1,2 triệu lên gần 3 triệu. GDP của Khu tự trị Tây Tạng ngày nay gấp ba mươi lần so với trước năm 1950. Người lao động ở Tây Tạng có mức lương cao thứ hai ở Trung Quốc . Khu tự trị Tây Tạng có 22.500 km đường cao tốc so với 0 vào năm 1950. Tất cả các cơ sở giáo dục thế tục trong Khu tự trị Tây Tạng được thành lập sau cuộc cách mạng. Khu tự trị Tây Tạng hiện có 25 viện nghiên cứu khoa học thay vì không có viện nào vào năm 1950. Tỷ lệ tử vong ở trẻ sơ sinh đã giảm từ 43% năm 1950 xuống 0,661% năm 2000  (Liên hợp quốc báo cáo tỷ lệ tử vong ở trẻ sơ sinh là 3,53% vào năm 2000, giảm từ 43,0% vào năm 1951 ). Tuổi thọ đã tăng từ 35,5 tuổi năm 1950 lên 67 tuổi năm 2000. Trung Quốc đã sưu tập và xuất bản Sử thi truyền thống của Vua Gesar, là sử thi dài nhất trên thế giới và chỉ được lưu truyền bằng miệng trước đây (các văn bản tiếng Tạng tương ứng tồn đã tại từ thế kỷ 18, và vào cuối thế kỷ 19 đầu thế kỷ 20, một ấn bản khắc gỗ của câu chuyện được biên soạn bởi một học giả-nhà sư từ tiểu quốc Lingtsang lấy cảm hứng từ nhà triết học Tây Tạng vĩ đại Jamgon Ju Mipham Gyatso). Trung Quốc đã phân bổ 300 triệu NDT kể từ những năm 1980 để duy trì và bảo vệ các tu viện Tạng. Cách mạng Văn hóa và những thiệt hại văn hóa mà nó gây ra cho toàn thể Trung Quốc thường bị lên án là một thảm họa trên toàn quốc, mà những kẻ chủ mưu chính, theo quan điểm của Trung Quốc là Tứ nhân bang, đã bị đưa ra công lý. Kế hoạch phát triển miền tây Trung Quốc được Cộng hòa Nhân dân Trung Hoa coi là một kế hoạch lớn, nhân từ và yêu nước bên từ phía đông giàu có hơn nhằm giúp các vùng phía tây của Trung Quốc, bao gồm cả Tây Tạng, đạt được sự thịnh vượng và mức sống tiêu chuẩn .
Năm 2008, chính phủ Trung Quốc đã "khởi động một dự án trị giá 570 triệu nhân dân tệ (81,43 triệu đô la Mỹ) để bảo tồn 22 di sản văn hóa và lịch sử ở Tây Tạng, bao gồm Đạo tràng Zhaxi Lhunbo cũng như các tu viện Jokhang, Ramogia, Sanyai và Samgya-Goutog" .

### Tiếng Tạng
Theo Barry Sautman, 92–94% người Tạng nói tiếng Tạng, số còn lại nằm ở những khu vực mà người Tạng chỉ là dân tộc thiểu số như Thanh Hải. Việc giảng dạy ở trường tiểu học hầu như chỉ được thực hiện bằng tiếng Tạng, việc giảng dạy song ngữ chỉ có từ trung học cơ sở trở đi.
Nhà Tây Tạng học Elliot Sperling cũng lưu ý rằng "trong những giới hạn nhất định, CHND Trung Hoa luôn nỗ lực để thích ứng với sự biểu đạt văn hóa Tây Tạng (và) không thể bỏ qua hoạt động văn hóa diễn ra trên khắp cao nguyên Tây Tạng". Hiện tại, "Tây Tạng văn hóa" tự hào có ba kênh truyền hình nói tiếng Tây Tạng, một kênh cho ba phương ngữ chính được nói ở các khu vực Tây Tạng của Trung Quốc. Khu tự trị Tây Tạng sở hữu kênh truyền hình tiếng Tây Tạng trung ương 24 giờ (ra mắt năm 1999). Đối với những người nói tiếng Tây Tạng Amdo, có một kênh truyền hình tiếng Tây Tạng Amdo ở Thanh Hải  và cho những người nói tiếng Khams Tây Tạng, một kênh truyền hình vệ tinh truyền hình mới ra mắt gần đây ở Thành Đô, thủ phủ tỉnh Tứ Xuyên. Vào tháng 10 năm 2010, sinh viên Tây Tạng đã phản đối sau khi chính phủ Trung Quốc ban hành các quy tắc ủng hộ việc sử dụng tiếng Quan Thoại trong các bài học và sách giáo khoa vào năm 2015, ngoại trừ các lớp học tiếng Tây Tạng và tiếng Anh.

## Nhân quyền tại Tây Tạng
Các cuộc biểu tình vào tháng 3 năm 2008 đã phát triển thành bạo loạn khi người Tạng tấn công người Hán và người Hồi ở Lhasa. Chính phủ Trung Quốc đã phản ứng nhanh chóng, áp đặt lệnh giới nghiêm và gây sức ép buộc các nhà báo ở Lhasa phải rời khỏi khu vực . Một số nhà lãnh đạo quốc tế bày tỏ quan ngại, một số người đã biểu tình ở các thành phố lớn ở châu Âu và Bắc Mỹ và hô vang các khẩu hiệu, một số ủng hộ hành động của Trung Quốc và một số ủng hộ những người biểu tình ở Tây Tạng.
Sau cuộc bạo động năm 2008, các khu vực đông dân cư của Tây Tạng ở Trung Quốc vẫn bị phong tỏa chặt chẽ khỏi sự giám sát từ bên ngoài, theo Tổ chức Ân xá Quốc tế. Trong khi chính quyền Trung Quốc thông báo sau các cuộc biểu tình rằng hơn 1.000 cá nhân bị giam giữ đã được trả tự do, các tổ chức Tạng ở nước ngoài tuyên bố rằng ít nhất vài trăm người vẫn bị giam giữ vào đầu năm 2009. Cùng với đó là các báo cáo về tra tấn và đối xử tệ bạc khác trong trại giam, một số trường hợp dẫn đến tử vong. Đàn áp tôn giáo bao gồm việc đóng cửa và phá hủy các tu viện, và một chiến dịch tuyên truyền địa phương đổi mới với "Giáo dục Yêu nước", yêu cầu người Tạng tham gia các buổi chỉ trích Dalai Lama và ký vào văn bản tố cáo ông, theo báo cáo của Tổ chức Ân xá Trung Quốc năm 2009. Các đảng viên Tây Tạng của Đảng Cộng sản Trung Quốc cũng bị nhắm mục tiêu, bao gồm cả việc bị buộc phải đưa con cái của họ ra khỏi các trường cộng đồng lưu vong ở Tây Tạng, nơi chúng lẽ ra sẽ được giáo dục tôn giáo. Theo các cựu tù nhân chính trị, Tây Tạng gần như là một nhà tù lớn .

## Thành phần dân tộc
Vấn đề tỷ lệ dân số người Hán ở Tây Tạng là một vấn đề nhạy cảm về mặt chính trị và gây tranh cãi, liên quan đến Chính phủ lưu vong Tây Tạng, Cộng hòa Nhân dân Trung Hoa và phong trào độc lập của Tây Tạng.
Chính phủ lưu vong Tây Tạng nói rằng các chính sách của chính phủ đang Hán hóa Tây Tạng bằng cách khuyến khích sự di cư của những người không phải Tạng, đặc biệt là người Hán và người Hồi, để họ đông hơn người Tạng trong khu vực Tây Tạng . Một số người không phải Tạng di cư đến khu vực này có thể hòa nhập và thích nghi với văn hóa Tạng ở một mức độ nào đó, do tầm quan trọng của nó trong văn hóa địa phương. Nhưng nếu họ mang tới một bản sắc riêng, văn hóa Tạng sẽ có nhiều khả năng trở nên nguy cấp, đặc biệt nếu người Tạng là dân tộc thiểu số. Trung Quốc đưa ra con số người Tạng ở Khu tự trị Tây Tạng là 2,4 triệu người, và 190.000 người không phải là người Tạng, và số lượng người Tạng trong tất cả các thực thể tự trị Tây Tạng cộng lại (nhỏ hơn một chút so với Đại Tây Tạng mà Chính phủ lưu vong Tây Tạng tuyên bố) là 5 triệu, và 2,3 triệu người không phải người Tạng. Trong chính Khu tự trị Tây Tạng, phần lớn dân số Hán sẽ được tìm thấy ở Lhasa .
Số liệu thống kê này đang gây tranh cãi chủ yếu dựa trên sự khác biệt giữa khu vực thường được gọi là " Đại Tây Tạng ", trong đó người Tạng là dân tộc thiểu số, với Khu tự trị Tây Tạng, trong đó người Tạng chiếm đa số. Thanh Hải, được tuyên bố chủ quyền bởi chính phủ lưu vong Tây Tạng, được tạo thành từ nhiều nền văn hóa khác nhau từ địa phương đến các vùng khác nhau trong Tỉnh. Văn hóa Tạng là bản địa và tồn tại ở nhiều làng mạc và thị trấn trên khắp Thanh Hải .
Một số thị trấn và làng mạc của Tạng nằm ở Ấn Độ và Nepal. Tổng dân số của người Tạng ở Ấn Độ là 94.203 người và ở Nepal là 13.514 người. Một ví dụ về điều này là thành phố Leh trong lãnh thổ Ladakh thuộc liên hiệp Ấn Độ, có dân số 27.513 người. Người dân Leh là người Tạng, nói tiếng Ladakhi, một ngôn ngữ Đông Tạng. Cùng với đó, có một số ngôi làng Tạng ở phía bắc Nepal. Những khu vực này hiện không được Chính phủ lưu vong Tây Tạng tuyên bố chủ quyền .
Tham khảo các số liệu về dân số của Lhasa, Dalai Lama gần đây đã cáo buộc Trung Quốc có "hành vi xâm lược nhân khẩu" trong khi tuyên bố rằng người Tạng đã giảm xuống thành thiểu số chính quê hương của mình . Những người Tạng lưu vong cũng bày tỏ quan ngại rằng tuyến đường sắt Thanh-Tạng (Tây Ninh đến Lhasa) nhằm tạo điều kiện thuận lợi hơn nữa cho dòng người di cư Trung Quốc . Trung Quốc không công nhận Đại Tây Tạng như tuyên bố của chính phủ Tây Tạng Lưu vong. Chính phủ Trung Quốc tuyên bố rằng các khu vực dân tộc Tạng bên ngoài Khu tự trị Tây Tạng ngay từ đầu đã không do chính phủ Tây Tạng kiểm soát trước năm 1959, thay vào đó đã được quản lý bởi các tỉnh xung quanh trong nhiều thế kỷ. Và ý tưởng về " Đại Tây Tạng" ban đầu được các đế quốc nước ngoài tạo ra nhằm chia rẽ nội bộ Trung Quốc (Mông Cổ là một tiền lệ nổi bật, giành độc lập với sự hậu thuẫn của Liên Xô và sau đó tự liên kết với Liên Xô) .
Chính phủ lưu vong Tây Tạng tranh cãi với hầu hết các số liệu thống kê nhân khẩu học do chính phủ Trung Quốc công bố vì chúng không bao gồm các thành viên của Giải phóng quân đóng ở Tây Tạng, hoặc dân số trôi nổi của những người di cư không được đăng ký, và tuyên bố rằng Trung Quốc đang cố gắng đồng hóa Tây Tạng và thuyên giảm bất kỳ cơ hội độc lập chính trị nào của Tây Tạng . Thành viên Đảng Cộng sản Trung Quốc, Jampa Phuntsok, chủ tịch khu tự trị Tây Tạng, đã nói rằng chính phủ trung ương không có chính sách di cư vào Tây Tạng do điều kiện độ cao khắc nghiệt của nó, rằng 6% người Hán trong Khu tự trị Tây Tạng là một nhóm rất linh hoạt, chủ yếu làm kinh doanh hoặc làm việc, và rằng không có vấn đề nhập cư (Báo cáo này bao gồm cả cư trú thường xuyên và tạm thời ở Tây Tạng, nhưng không bao gồm những người Tạng đang học tập hoặc làm việc bên ngoài khu tự trị Tây Tạng) . Theo Cục Thống kê Quốc gia Trung Quốc, đến năm 2006, 3% số người thường trú ở Tây Tạng là người Hán . Khu tự trị Tây Tạng có mật độ dân số thấp nhất trong số các khu vực hành chính cấp tỉnh của Trung Quốc, chủ yếu là do đặc điểm địa lý khắc nghiệt và đồi núi. Tính đến năm 2000, 92,8% dân số là người Tạng, trong khi người Hán chiếm 6,1% dân số. Tại Lhasa, thủ phủ của Khu tự trị Tây Tạng, người Hán chiếm 17%, ít hơn nhiều so với những gì nhiều nhà hoạt động đã tuyên bố. Các chính sách kiểm soát dân số như chính sách một con chỉ áp dụng cho người Hán, không áp dụng cho người thiểu số như người Tây Tạng . 

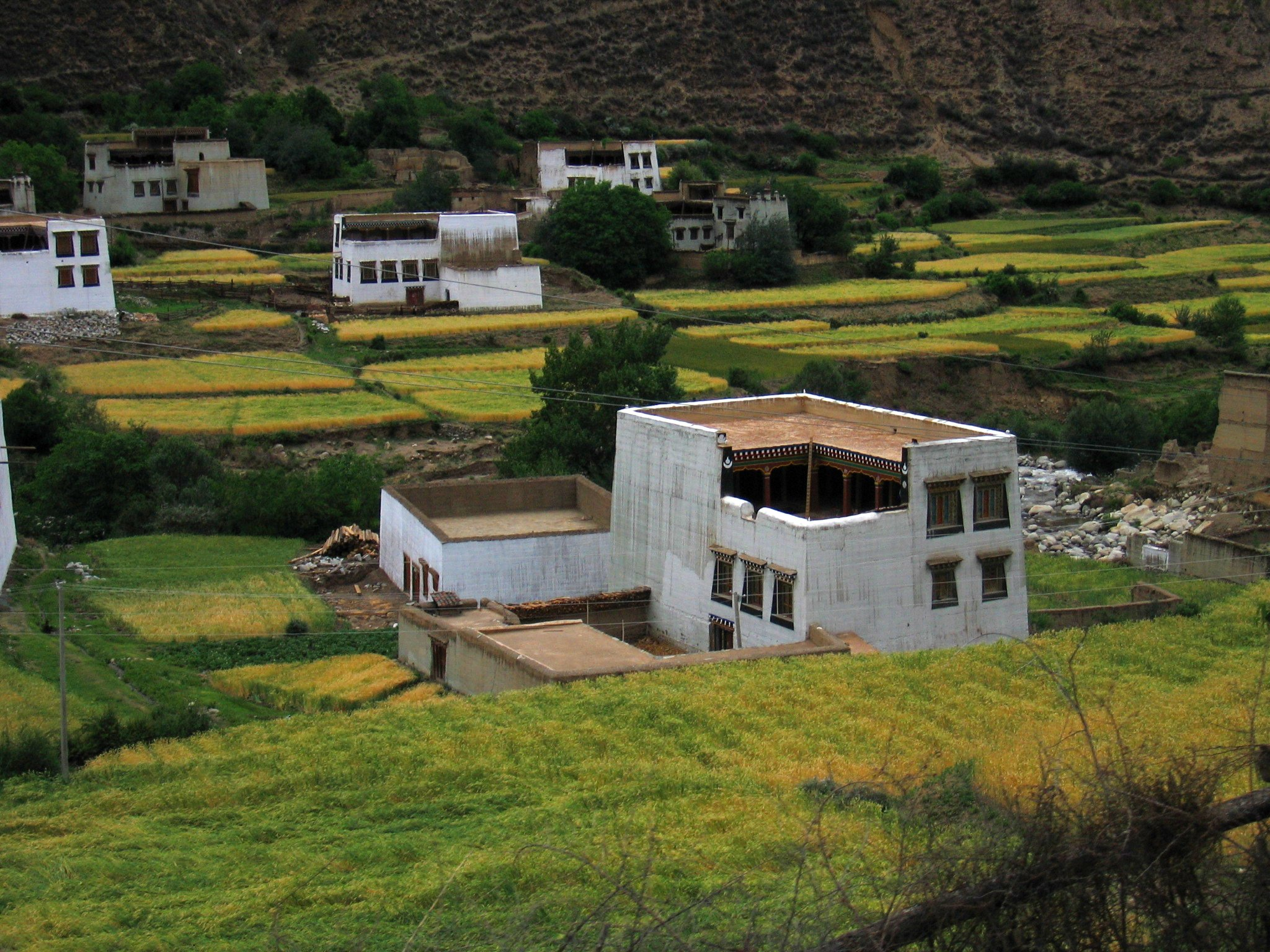
Một ngôi nhà truyền thống tại Kham

Xem xét các nguồn khác nhau cho thấy rằng dưới thời Mao Trạch Đông, từ 3% đến 30% người Tây Tạng đã bỏ mạng .
Barry Saitman cáo buộc các lực lượng ủng hộ độc lập Tây Tạng muốn bài trừ người Hán, và muốn Dalai Lama liên tục bịa đặt những thông tin về tình hình hiện tại. Vùng nông thôn Tây Tạng, nơi có 3/4 dân số sinh sống, có rất ít người không phải là người Tạng .
Sautman cũng tuyên bố:
[Những người định cư] không được nhà nước trợ cấp cá nhân; mặc dù giống như những người Tây Tạng thành thị, họ được trợ cấp gián tiếp bởi sự phát triển cơ sở hạ tầng có lợi cho các thị trấn. Khoảng 85% người Hán di cư đến Tây Tạng để thành lập doanh nghiệp đều thất bại; họ thường rời đi trong vòng hai đến ba năm. Những người sống sót về kinh tế sẽ cạnh tranh với những doanh nhân Tây Tạng địa phương, nhưng một nghiên cứu toàn diện ở Lhasa đã chỉ ra rằng những người không phải là người Tạng đã đi tiên phong trong các lĩnh vực doanh nghiệp vừa và nhỏ mà một số người Tạng sau này đã tham gia và sử dụng kiến thức địa phương của họ để phát triển thịnh vượng.
Người Tạng không chỉ đơn giản là tầng lớp dưới; có một tầng lớp trung lưu Tạng đáng kể, dựa vào dịch vụ chính phủ, du lịch, thương mại và sản xuất / vận chuyển quy mô nhỏ. Cũng có rất nhiều người Tạng thất nghiệp hoặc thiếu việc làm, nhưng hầu như không có người Hán thất nghiệp hoặc thiếu việc làm vì những người không tìm được việc làm đều rời đi.

Trong một bài báo của Writenet viết cho Cao ủy Liên Hợp Quốc về người tị nạn, Giáo sư Colin Mackerras (sử dụng các cuộc điều tra dân số của Trung Quốc) bày tỏ quan điểm rằng những tuyên bố chẳng hạn như người Trung Quốc đang xâm chiếm người Tạng trên đất nước của họ và 1,2 triệu người Tạng đã chết do sự chiếm đóng của Trung Quốc "cần được đối xử với sự hoài nghi sâu sắc nhất" :
| “ | Các số liệu cho thấy kể từ đầu những năm 1960, dân số Tây Tạng đã tăng lên, có thể là lần đầu tiên trong nhiều thế kỷ. Điều đó cho thấy những cáo buộc của Chính phủ lưu vong Tây Tạng về việc giảm dân số do sự cai trị của Trung Quốc có thể có giá trị nhất định đối với những năm 1950 nhưng đã bị phóng đại quá mức. Tuy nhiên, kể từ những năm 1960, sự cai trị của Trung Quốc đã có tác động làm tăng dân số của người Tây Tạng chứ không giảm đi, phần lớn là do quá trình hiện đại hóa đã cải thiện mức sống và giảm tỷ lệ tử vong ở trẻ sơ sinh, thai sản và các loại khác. | ” |

### Thống kê theo Cục Thống kê Quốc gia Trung Quốc
| Cư dân Đại Tây Tạng theo vùng, báo cáo năm 2000 | Cư dân Đại Tây Tạng theo vùng, báo cáo năm 2000 | Cư dân Đại Tây Tạng theo vùng, báo cáo năm 2000 | Cư dân Đại Tây Tạng theo vùng, báo cáo năm 2000 | Cư dân Đại Tây Tạng theo vùng, báo cáo năm 2000 | Cư dân Đại Tây Tạng theo vùng, báo cáo năm 2000 | Cư dân Đại Tây Tạng theo vùng, báo cáo năm 2000 | Cư dân Đại Tây Tạng theo vùng, báo cáo năm 2000 |
|                                                 | Tổng                                            | Người Tạng                                      | Người Tạng                                      | Người Hán                                       | Người Hán                                       | khác                                            | khác                                            |
| ----------------------------------------------- | ----------------------------------------------- | ----------------------------------------------- | ----------------------------------------------- | ----------------------------------------------- | ----------------------------------------------- | ----------------------------------------------- | ----------------------------------------------- |
| Khu tự trị Tây Tạng:                            | 2,616,329                                       | 2,427,168                                       | 92.8%                                           | 158,570                                         | 6.1%                                            | 30,591                                          | 1.2%                                            |
| – Lhasa                                         | 474,499                                         | 387,124                                         | 81.6%                                           | 80,584                                          | 17.0%                                           | 6,791                                           | 1.4%                                            |
| – Qamdo                                         | 586,152                                         | 563,831                                         | 96.2%                                           | 19,673                                          | 3.4%                                            | 2,648                                           | 0.5%                                            |
| – Sơn Nam                                       | 318,106                                         | 305,709                                         | 96.1%                                           | 10,968                                          | 3.4%                                            | 1,429                                           | 0.4%                                            |
| – Xigazê                                        | 634,962                                         | 618,270                                         | 97.4%                                           | 12,500                                          | 2.0%                                            | 4,192                                           | 0.7%                                            |
| – Nagqu                                         | 366,710                                         | 357,673                                         | 97.5%                                           | 7,510                                           | 2.0%                                            | 1,527                                           | 0.4%                                            |
| – Ngari                                         | 77,253                                          | 73,111                                          | 94.6%                                           | 3,543                                           | 4.6%                                            | 599                                             | 0.8%                                            |
| – Nyingchi                                      | 158,647                                         | 121,450                                         | 76.6%                                           | 23,792                                          | 15.0%                                           | 13,405                                          | 8.4%                                            |
| Tỉnh Thanh Hải:                                 | 4,822,963                                       | 1,086,592                                       | 22.5%                                           | 2,606,050                                       | 54.0%                                           | 1,130,321                                       | 23.4%                                           |
| – Tây Ninh                                      | 1,849,713                                       | 96,091                                          | 5.2%                                            | 1,375,013                                       | 74.3%                                           | 378,609                                         | 20.5%                                           |
| – Hải Đông                                      | 1,391,565                                       | 128,025                                         | 9.2%                                            | 783,893                                         | 56.3%                                           | 479,647                                         | 34.5%                                           |
| – Hải Bắc                                       | 258,922                                         | 62,520                                          | 24.1%                                           | 94,841                                          | 36.6%                                           | 101,561                                         | 39.2%                                           |
| – Hoàng nam                                     | 214,642                                         | 142,360                                         | 66.3%                                           | 16,194                                          | 7.5%                                            | 56,088                                          | 26.1%                                           |
| – Hải Nam                                       | 375,426                                         | 235,663                                         | 62.8%                                           | 105,337                                         | 28.1%                                           | 34,426                                          | 9.2%                                            |
| – Golog                                         | 137,940                                         | 126,395                                         | 91.6%                                           | 9,096                                           | 6.6%                                            | 2,449                                           | 1.8%                                            |
| – Ngọc Thụ                                      | 262,661                                         | 255,167                                         | 97.1%                                           | 5,970                                           | 2.3%                                            | 1,524                                           | 0.6%                                            |
| – Hải Tây                                       | 332,094                                         | 40,371                                          | 12.2%                                           | 215,706                                         | 65.0%                                           | 76,017                                          | 22.9%                                           |
| Các khu vực Tạng tại tỉnh Tứ Xuyên              |                                                 |                                                 |                                                 |                                                 |                                                 |                                                 |                                                 |
| – Ngawa                                         | 847,468                                         | 455,238                                         | 53.7%                                           | 209,270                                         | 24.7%                                           | 182,960                                         | 21.6%                                           |
| – Garzê                                         | 897,239                                         | 703,168                                         | 78.4%                                           | 163,648                                         | 18.2%                                           | 30,423                                          | 3.4%                                            |
| – Mộc Lý                                        | 124,462                                         | 60,679                                          | 48.8%                                           | 27,199                                          | 21.9%                                           | 36,584                                          | 29.4%                                           |
| Các khu vực Tạng tại tỉnh Vân Nam               |                                                 |                                                 |                                                 |                                                 |                                                 |                                                 |                                                 |
| – Địch Khánh                                    | 353,518                                         | 117,099                                         | 33.1%                                           | 57,928                                          | 16.4%                                           | 178,491                                         | 50.5%                                           |
| Các khu vực Tạng tại tỉnh Cam Túc               |                                                 |                                                 |                                                 |                                                 |                                                 |                                                 |                                                 |
| – Cam Nam                                       | 640,106                                         | 329,278                                         | 51.4%                                           | 267,260                                         | 41.8%                                           | 43,568                                          | 6.8%                                            |
| – Thiên Chúc                                    | 221,347                                         | 66,125                                          | 29.9%                                           | 139,190                                         | 62.9%                                           | 16,032                                          | 7.2%                                            |
| Tổng trên toàn Đại Tây Tạng:                    |                                                 |                                                 |                                                 |                                                 |                                                 |                                                 |                                                 |
| Bao gồm Tây Ninh và Hải Đông                    | 10,523,432                                      | 5,245,347                                       | 49.8%                                           | 3,629,115                                       | 34.5%                                           | 1,648,970                                       | 15.7%                                           |
| Không bao gồm Tây Ninh và Hải Đông              | 7,282,154                                       | 5,021,231                                       | 69.0%                                           | 1,470,209                                       | 20.2%                                           | 790,714                                         | 10.9%                                           |

Bảng này  bao gồm tất cả các thực thể tự trị của Tây Tạng ở Cộng hòa Nhân dân Trung Hoa, cộng với Tây Ninh và Hải Đông. Hai bảng sau được đưa vào để hoàn thành các số liệu cho tỉnh Thanh Hải, và cũng vì chúng được tuyên bố là một phần của Đại Tây Tạng bởi Chính phủ Tây Tạng lưu vong.
Không bao gồm các thành viên của Giải phóng quân Nhân dân Trung Quốc tại ngũ.
Người Hán định cư ở các thành phố đã tăng đều đặn kể từ đó. Nhưng một phân tích sơ bộ của cuộc tổng điều tra dân số nhỏ năm 2005 chỉ cho thấy dân số Hán ở Khu tự trị Tây Tạng tăng nhẹ từ năm 2000–2005 và ít thay đổi ở miền đông Tây Tạng.

### Sách tham khảo
- Ardley, Jane The Tibetan Independence Movement: Political, Religious and Gandhian Perspectives (2002) London: RoutledgeCurzon ISBN 9780700715725
- Craig, Mary Tears of Blood: A Cry for Tibet (1992) INDUS an imprint of HarperCollins Publishers Calcutta Second impression 1993 ISBN 0-00-627500-1
- Goldstein, Melvyn C. A History of Modern Tibet, 1913–1951: The Demise of the Lamaist State (1989) University of California Press ISBN 978-0-520-06140-8
- Goldstein, Melvyn C. The Snow Lion and the Dragon: China, Tibet, and the Dalai Lama (1997) University of California Press ISBN 0-520-21951-1
- Goldstein, Melvyn C. A History of Modern Tibet, Volume 2: The Calm Before the Storm: 1951–1955 (2007) University of California Press ISBN 978-0-520-24941-7
- Harrer, Heinrich Seven Years in Tibet Rupert Hart-Davis, London (1953) OCLC 475276448
- Harrer, Heinrich Return to Tibet: Tibet After the Chinese Occupation (1998) Jeremy P. Tarcher/ Putnam, New York ISBN 0-87477-925-1
- Hilton, Elizabeth The Search for the Panchen Lama (2000) W. W. Norton & Company. ISBN 0-393-04969-8
- Kuzmin, Sergius Hidden Tibet: History of Independence and Occupation (2011) Library of Tibetan Works & Archives ISBN 978-93-80359-47-2
- Laird, Thomas. The Story of Tibet: Conversations with the Dalai Lama (2006) Grove Press ISBN 0-8021-1827-5
- Powers, John History as Propaganda: Tibetan Exiles versus the People's Republic of China (2004) Oxford University Press ISBN 978-0-19-517426-7
- Shakya, Tsering The Dragon In The Land Of Snows (1999) Columbia University Press ISBN 0-231-11814-7
- Smith Jr., Warren W., Tibetan Nation: A History Of Tibetan Nationalism And Sino-Tibetan Relations (1997) Westview press ISBN 978-0-8133-3280-2